# Paradiscococcus hudsoni
Paradiscococcus hudsoni är en insektsart som beskrevs av Williams 1985. Paradiscococcus hudsoni ingår i släktet Paradiscococcus och familjen ullsköldlöss. Inga underarter finns listade i Catalogue of Life.